# Pârjolul
Pârjolul este un film românesc din 1984 regizat de Ion Truică.